# Monade 116
Monade 116 (The World Inside) è un romanzo di fantascienza del 1971 dello scrittore statunitense Robert Silverberg.
Il romanzo distopico descrive un ipotetico futuro in cui l'umanità vive in insediamenti urbani costituiti da edifici enormi, alti fino a mille piani, ciascuno contenente novecentomila abitanti, le cosiddette "monadi urbane" ("Urbmon"). Nessuno può uscire all'esterno e l'obiettivo della società è l'aumento costante della popolazione.

## Storia editoriale
Il romanzo riunisce in un'opera organica alcuni racconti, quasi tutti pubblicati per la prima volta sulla rivista Galaxy Science Fiction tra il 1970 e il 1971.
Nel 1972 il romanzo è stato candidato al Premio Hugo per il miglior romanzo, canditatura poi ritirata dall'Autore, classificandosi al sesto posto nella graduatoria per l'assegnazione del Premio Locus per il miglior romanzo di fantascienza. Il racconto The World Outside, incluso nel romanzo, era già stato candidato al Premio Hugo per il miglior romanzo breve (Hugo Award for Best Novella) nel 1970.
In Italia il romanzo è stato pubblicato nel 1974 dalla casa editrice Delta, ripubblicato nel 1994 per la casa editrice Fanucci.

## Trama
(Monade 116, Robert Silverberg)

## Edizioni
- (EN) Robert Silverberg, The World Inside, 1ª ed., New York, Doubleday, 1971.
- Robert Silverberg, Monade 116, traduzione di Pier Antonio Rumigiani, Delta Fantascienza Fantasia Eroica, n. 14, Milano, Delta, 1973,  p. 206.
- (FR) Robert Silverberg, Les monades urbaines, Ailleurs et demain, Parigi, Robert Laffont, 1974,  p. 252.
- (DE) Robert Silverberg, Ein glücklicher Tag im Jahr 2381, Heyne Science Fiction & Fantasy, n. 3477, Monaco di Baviera, Heyne, 1976,  p. 191, ISBN 978-3-453-30367-6.
- Robert Silverberg, Monade 116, traduzione di Pier Antonio Rumigiani, Il Libro d'Oro, n. 67, Roma, Fanucci, 1994,  p. 204, ISBN 8834704231.